# 택시 운전사

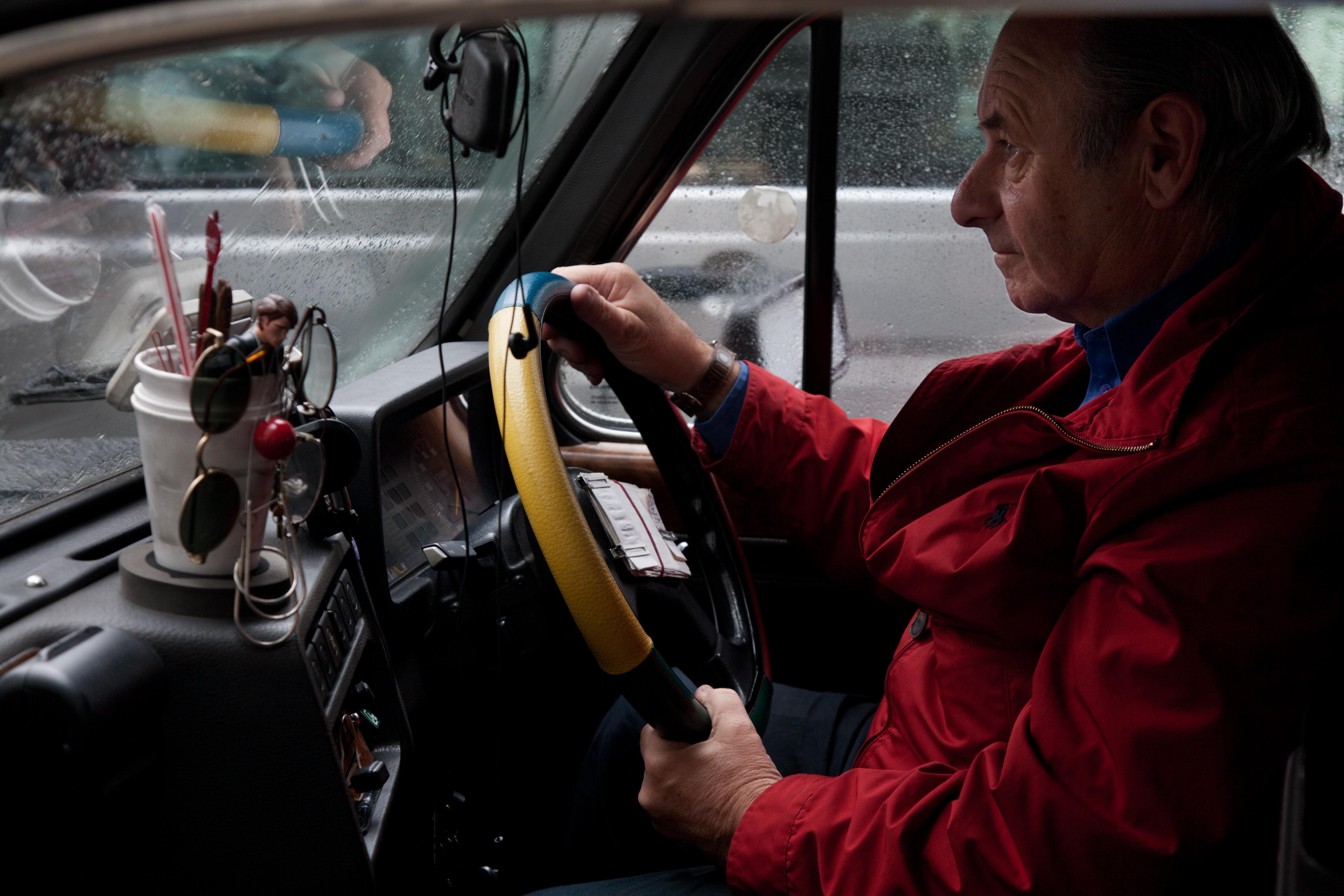
런던의 택시 운전사

택시 운전사(영어: Taxi Driver)는 택시를 직업적으로 운전하는 사람을 의미한다.

## 설명
택시 운전사는 영업용으로 운행되는 차량인 택시를 주로 운전하는만큼 안전 운전의 지식 · 기술 외에 자신이 운전하는 지역의 깊은 지리적 지식을 요구하지만 최근에는, 네비게이션을 이용하여 원격지의 운용이 가능해지고 있다. 국가, 지역에 따라서는 택시 운전 업무에 종사하는데 있어 특별한 자격 · 면허 등이 필요한 경우가 있다. 대한민국의 경우에는 택시 운전사가 되려면 2종 보통면허 이상의 운전면허증과 택시운전자격증이 반드시 필요하며 노란색 영업용 차량 번호판을 자신의 택시에 장착해야 한다. 택시 운전사는 개인택시, 법인택시, 모범택시, 고급택시, 대형택시를 모는 사람들을 모두 가르키며 자동차운송사업에 대한 법인 자동차운수사업법에 따라 운수종사자로 분류가 된다.

## 같이 보기
- 자동차운수사업법
- 자동차운송사업
- 택시
- 대중교통